# Hilde Zimmermann
Hilde Zimmermann (née le 12 septembre 1920 à Vienne et morte le 25 mars 2002) est une résistante austro-allemande.

## Biographie

### Enfance et formation
Hilde Zimmermann, née Hilde Wundsam en 1920.

### Activité de résistante
Après l’annexion de l’Autriche à l’Allemagne, Hilde cherche des moyens de résister.
En 1944, elle entre en contact avec un groupe de résistance qui aide les parachutistes envoyés de Moscou à mettre en place des activités de résistance. 
Mais l’organisation est trahie, Hilde et Pauli et leurs mères, Anna Wundsam et Gisela Hochmeister, sont arrêtées et déportées à Ravensbrück. Othmar Wundsam, est déporté à Buchenwald.

## Postérité
Un documentaire de 75 min est réalisé sur elle par Tina Leisch (de),.